# Benjamin Massing
Benjamin Massing (Edéa, 20 de junho de 1962 – Edéa, 9 de dezembro de 2017) foi um futebolista camaronês.

## Carreira
Massing iniciou a carreira aos 25 anos, no Diamant Yaoundé, e destacou-se no US Créteil-Lusitanos, clube francês que defendeu entre 1987 e 1991, tendo participado de 41 jogos e marcando 3 gols. Deixou o futebol em 1992, com apenas 30 anos de idade, quando defendia o Olympic Mvolyé, vencendo a Copa de Camarões do mesmo ano.

## Seleção
Com a Seleção Camaronesa, Massing disputou 21 partidas entre 1987 e 1991, marcando um gol.
Convocado E Campeão Da Copa das Nações Africanas de 1988, jogou também a Copa de 1990, chamando a atenção no jogo entre os Leões Indomáveis e a Argentina ao cometer uma violenta falta sobre o atacante Claudio Caniggia. A força foi tanta que a chuteira do zagueiro saiu de seu pé. O árbitro francês Michel Vautrot aguardou Massing calçar a chuteira para, em seguida, expulsá-lo.
Na partida contra a Inglaterra, ele cometeu um dos dois pênaltis sobre Gary Lineker, que decretaram a vitória do English Team por 3 a 2. 
Disputou ainda a Copa das Nações Africanas de 1992, onde Camarões ficaria em quarto lugar.

## Morte
O ex-zagueiro morreu em 9 de dezembro de 2017, em Edéa, aos 55 anos de idade. As causas do falecimento não foram divulgadas.

## Links
- Benjamin Massing em National-Football-Teams.com